# Одбојка на Летњим олимпијским играма 1964.
Олимпијске игре у Токију 1964 су биле прве на којима је у званични програм Игара укључена одбојка истовремено и у мушкој и у женској конкуренцији. Турнири су трајали од 11.—-23. октобра. У мушкој конкуренцији је учествовало десет, а у женској шест репрезентација. Турнири су се играли по лига систему, односно играо је свако са сваким, тако да није било финалне утакмица а три прволасиране репрезентације освајале су медаље.

## Освајачи медаља и коначни пласман
| Дисциплина     | Злато | Сребро | Бронза | 4   | 5   | 6   | 7   | 8   | 9   | 10  | 11 | 12 |
| -------------- | ----- | ------ | ------ | --- | --- | --- | --- | --- | --- | --- | -- | -- |
| Мушки - детаљи | СССР  | ЧССР   | ЈАП    | РУМ | БУГ | МАЂ | БРА | ХОЛ | САД | ЈКО |    |    |
| Жене - детаљи  | ЈАП   | СССР   | ПОЉ    | РУМ | САД | ЈКО |     |     |     |     |    |    |

## Биланс медаља
| Екипа           | Злато | Сребро | Бронза | Укупно |
| Совјетски Савез | 1     | 1      | 0      | 2      |
| Јапан           | 1     | 0      | 1      | 2      |
| Чехословачка    | 0     | 1      | 0      | 1      |
| Пољска          | 0     | 0      | 1      | 1      |
| Укупно (4)      | 2     | 2      | 2      | 6      |